# Spritzfenster
Der Begriff Spritzfenster bzw. Applikationsfenster hat sowohl eine zeitliche als auch räumliche Bedeutung.
Traditionell wird als Spritzfenster beim biologischen und chemischen Pflanzenschutz der Applikations-Zeitabschnitt bezeichnet, der aus biologischer, ökologischer, klimatischer Sicht die angestrebte Wirkung ohne unerwünschte Nebenwirkung erwarten lässt und aus rechtlicher Sicht zulässig ist. Einige Pflanzenschutzmittelhersteller bieten im Internet tagesaktuelle Berechnungsmodelle für das Spritzfenster, also die zeitlich optimierte Applikation ihrer Produkte an.
Seit den 1960er Jahren wird von fortschrittlichen Landwirten am Feldrand eine kleine Fläche von Düngung und Pflanzenschutzmaßnahmen ausgenommen, um im eigenen Kleinversuch die Effektivität der jeweiligen Maßnahme zu überprüfen und deren Notwendigkeit interessierten Personen erläutern zu können. Soweit es sich um Pflanzenschutz handelt wird auch hier der Begriff Spritzfenster verwendet.
Seit den 1990er Jahren werden bei großflächigen Pflanzenbauversuchen auch abgegrenzte Flächen ohne Behandlung sowie mit unterschiedlichen Applikationsmethoden und Applikationszeitpunkten sowie Produkten als Spritzfenster bezeichnet. Ziel ist es, den biologischen, ökologischen und ökonomischen Nutzen des Pflanzenschutzes in der landwirtschaftlichen Praxis sichtbar und messbar zu machen (siehe dazu Weblink der TU Braunschweig).
Düngefenster finden sich seit den 1980er Jahren in der landwirtschaftlichen Praxis. Sie stehen in Zusammenhang mit den EU-Richtlinien zu Umweltschutz und Düngereinsatz im Pflanzenbau. Durch die Begrenzung des Düngeraufwandes kann es zu Mangelerscheinungen der Pflanzen und damit zu Ertragsverlusten kommen. Um dieses Risiko zu begrenzen, wird beispielsweise in Getreidebeständen auf einem gut zugänglichen Teilstück von 30 bis 40 m² die Düngergabe um 10–20 % vermindert. Werden bei den regelmäßigen Prüfungen Mangelerscheinungen bei den Pflanzen in diesem Düngefenster festgestellt, erfolgt die notwendige Nährstoffzugabe auf dem gesamten Feld, bevor auch dort Nährstoffmangel mit der Gefahr von Mindererträgen auftritt (siehe dazu Vorschläge des KTBL).